# Nevermore (álbum de Marion Raven)
Nevermore es el segundo o tercer álbum de estudio de la cantante noruega Marion Raven precediendo al álbum debut Here I Am y/o Set Me Free dependiendo del país. El álbum fue grabado en Los Ángeles en el curso de 2 años, entre 2008 y 2009, con el compositor y productor Oliver Leiber.
Desafortunadamente, debido a que Eleven Seven Music disolvió su brazo editorial, 'Five Ninteen Productions', el álbum quedó "a la espera" mientras se encontraba otra editorial: finalmente Eleven Seven se asoció con EMI y Universal Music para Canadá y Japón, pero interrupciones  de otro tipo como la participación de Raven como juez en The X Factor en su edición en Noruega, llevaron a la inevitable cancelación del álbum a finales del 2010. Del álbum solamente se desprendieron 2 sencillos, «Flesh and Bone» y «Found Someone», ninguno de los cuales contó con un videoclip para promocionarlo y solo fueron lanzados a través de iTunes Noruega en el país escandinavo.
Marion lanzó el álbum Songs from a Blackbird como sustituto del que nunca llegó a ver la luz: Songs from a Blackbird fue editado en 2013 en Noruega, y sería relanzado en agosto de 2014 por EPIC Records internacionalmente con un tracklisting diferente.

## Sencillos
- "Flesh and Bone" fue el primer sencillo del álbum, lanzado solamente en Noruega por medio de iTunes como descarga digital.

La versión del álbum original tiene menos instrumentos electrónicos y menos ajustes realizados a la voz de Raven.
La edición del sencillo digital es una versión remezclada de lo que se encontraba originalmente en el álbum.
El sencillo falló en la radio en Noruega, no entró a las listas de popularidad y fue duramente criticado por sonar demasiado "adolescente".
- "Found Someone" fue el segundo single que se publicaría en el álbum. Una vez más Raven cambió el estilo de la canción de la edición original del álbum, la voz fue grabada de nuevo y utilizó una orquesta de 12 cuerdas para mejorar el sonido aún más. La regrabación de "Found Someone" se llevó a cabo en Noruega, la primera versión solamente era en piano y se grabó en Los Ángeles. A diferencia de "Flesh and Bone", esta canción tuvo mucha más aceptación e incluso llegó al #4 en la VG-lista en Noruega, la canción se estrenó en el país nórdico con una presentación en vivo en la final de The X Factor en dicho país.

## Tracklisting internacional
| #   | Title                    | Writer(s)                                             | Duration |
| --- | ------------------------ | ----------------------------------------------------- | -------- |
| 1.  | "Flesh and Bone"         | Alex James, David Gamson, Oliver Leiber, James Bogart | 4:05     |
| 2.  | "Heartless"              | Marion Raven, Oliver Leiber                           | 3:36     |
| 3.  | "Nevermore"              | Marion Raven, Oliver Leiber                           | 4:09     |
| 4.  | "Rosemarie"              | Marion Raven, Oliver Leiber                           | 3:51     |
| 5.  | "Found Someone"          | Marion Raven                                          | 3:28     |
| 6.  | "Blackbird"              | Marion Raven, Oliver Leiber                           | 3:07     |
| 7.  | "Backstabbing Bitch"     | Marion Raven, Oliver Leiber                           | 3:36     |
| 8.  | "Miss You Blind"         | Marion Raven, Oliver Leiber, Shelly Peiken            | 2:59     |
| 9.  | "Up To No Good"          | Marion Raven, Daniel Estrin                           | 4:03     |
| 10. | "Vital Signs"            | Marion Raven, Oliver Leiber, Gary Clark               | 3:48     |
| 11. | "After You"              | Marion Raven                                          | 3:02     |
| 12. | "We Are Dead"            | Marion Raven, Glen Ballard, Oliver Leiber             | 5:45     |
|     | Bonus Tracks para Japón: |                                                       |          |
| 13. | "Surrender"              | Marion Raven, Oliver Leiber                           | 4:01     |
| 14. | "Drive"                  | Marion Raven, Oliver Leiber                           | 3:28     |